# تعرعارت (أڭوديم)
تعرعارت هي إحدى مشيخات المملكة المغربية، تتبع جغرافيا لإقليم ميدلت وإداريًا لأڭوديم. يقدر عدد سكانها بـ 748 نسمة حسب الإحصاء الرسمي للسكان والسكنى لسنة 2004.